# Visby Bredning
Visby Bredning  er en del af den vestlige nord-sydgående gren af Limfjorden, der adskiller Thy (Thisted Kommune) og Mors (Morsø Kommune). Den ligger sydvest for  Dragstrup Vig, og nord  for Nees Sund mod syd. 
Visby Bredning er godt 5 km bred fra Thy til Mors, og ca. 6 lang fra nord til syd, og har et areal på omkring 22,6 km². Mod nord afgrænses farvandet af Næsbjerg, ud for Villerslev i Thy, og Mågerodde på Mors; I sydeenden afgrænses Visby Bredning af en pynt ud for Futtrup, øst for Hurup og på Mors af  Karby Odde.  I det sydøstlige hjørne ligge Karby Vig, og hele kysten på Mors er en del af Natura 2000-område nr. 42 Mågerodde og Karby Odde.